# 熊野神社 (高岡市熊野町)
熊野神社（くまのじんじゃ）は、富山県高岡市熊野町にある神社。別名、先宮（まずのみや）と呼ばれる。

## 祭神
- 伊弉册命
- 速玉男命
- 事解男命

## 歴史
- 創立年月は不詳[1]。
- 興国3年（1342年）、後醍醐天皇の皇子、宗良親王が父尊像を自ら刻み本殿に安置したとの伝承がある[1]。
- 慶長14年（1609年）、高岡城築城の際、加賀前田家2代前田利長より鬼門除の守護神として崇敬されたという[1]。
- 嘉永3年（1851年）、現在の拝殿を再建[1]。
- 昭和26年（1951年）、幣殿を整備[1]。
- 昭和55年（1980年）、外拝殿を整備[1]。
- 昭和56年（1981年）、神輿殿を整備[1]。
- 平成2年（1990年）、手水舎を整備[1]。
- 平成4年（1992年）、参道を整備[1]。
- 平成22年（2010年）、神輿の大修理、駐車場の整備[1]。

## 境内
- 本殿 - 神明造こけら葺
- 拝殿 - 権現造木造瓦葺、嘉永3年（1851年）築
- 幣殿 - 昭和26年（1951年）築
- 外拝殿 - 昭和55年（1980年）築
- 神輿殿 - 昭和56年（1981年）築
- 手水舎 - 平成2年（1990年）築